# International Maritime Rescue Federation
Die International Maritime Rescue Federation (IMRF), der „Seenotretter-Weltverband“, ist ein weltweites Bündnis der Seenotrettungsdienste.

## Geschichte
1924 lud die britische Royal National Lifeboat Institution (RNLI) aus Anlass ihres hundertjährigen Bestehens zur ersten International Lifeboat Conference nach London (England) ein. Gemeinsam mit den Anwesenden aus Dänemark, Frankreich, Japan, Niederlande, Norwegen, Spanien, Schweden und den USA beschloss man die Gründung der International Lifeboat Federation (ILF). Dieses Bündnis der Seenotrettungsdienste hatte sein Sekretariat anfangs in Poole bei der RNLI. Im Jahr 1985 wurde sie als beratende Nichtregierungsorganisation bei der Internationalen Seeschifffahrts-Organisation (IMO) der Vereinten Nationen anerkannt. Seit 2007 firmiert sie unter ihrem aktuellen Namen International Maritime Rescue Federation. Das Motto der Organisation lautet „Preventing loss of life in the world's waters“, also „den Verlust von Leben in den Gewässern der Welt zu verhindern“. Beheimatet ist die IMRF in Stonehaven in Schottland.

## Mitglieder
Im Jahr 2004 gehörten der Organisation 68 Vollmitglieder aus 37 Ländern an. Geographisch verteilen sie sich auf sechs Organisationen aus Afrika, neun aus den Regionen Asien-Pazifik und Australasien, 39 aus Europa, zwei aus dem Indischen Ozean und dem Mittleren Osten, fünf aus Südamerika und sieben aus Nord- und Mittelamerika sowie der Karibik. Aus Deutschland gehören ihr als Vollmitglieder die Deutsche Gesellschaft zur Rettung Schiffbrüchiger (DGzRS) und die Deutsche Lebens-Rettungs-Gesellschaft an. Angeschlossene Mitglieder (affiliate) sind Sea-Watch aus Deutschland sowie die Schweizerische Lebensrettungs-Gesellschaft (SLRG) in Arbon am Bodensee.